# Habitatge al carrer de les Cases Noves, 15 (Regencós)
L'Habitatge al Carrer de les Cases Noves, 15 és una obra de Regencós (Baix Empordà) inclosa a l'Inventari del Patrimoni Arquitectònic de Catalunya.

## Descripció
Edifici situat dins la perifèria del propi nucli de cases que formen el poble de Regencós, al baix Empordà.
Es de dues plantes, planta baixa i planta pis, cobert amb teulada a una sola aigua, amb vessant cap a la façana principal. El sistema constructiu utilitzat és el típic de la comarca, és a dir, amb pedra i morter de calc, l'estructura portant, i amb tuela àrab la coberta.

## Història
A la llinda de la porta figura la data del 1782. Ha estat restaurat fa poc temps.